# Plàcid de Copons i de Esquerrer
Plàcid de Copons va ser un jurista i polític pallarès que va tenir un paper destacat durant la Guerra de Successió Espanyola.

## Carrera a la judicatura
Participà en les Corts de 1701-1702. El 1701 fou un dels lletrats del Consell de Cent que es declarà favorable a mantenir la vigència de les lleis i privilegis de Catalunya. Fou un dels advocats a qui, aixecat el dissentiment general, les Corts Generals encarreguen formar una representació per negociar amb els representants del rei.

## Polític austriacista
El 1702, com a advocat del Braç Militar, va intervenir al tribunal de contrafaccions en defensa de les institucions catalanes front a les actuacions del virrei Velasco. Acabades les Corts de 1701-02, el rei Felip V marxà a Nàpols i deixà a la seva esposa com a governadora general. El desembre de 1702, en qualitat d'abocat del braç militar, plantejà que el Governador General, encara que fos la reina, devia jurar les constitucions catalanes. Mentre no ho fes, l'autoritat reial requeia exclusivament sobre el Lloctinent General. Després de l'aixecament de maig de 1704, el virrei Velasco citava entre els qui havien mantingut contacte amb l'arxiduc a Josep de Pinós, Pere Torrelles, Josep Terré, Plàcid de Copons i Esquerrer i Felicià de Cordelles i Ramanyer.
El 25 de novembre de 1705 fou nomenat jutge del reial senat. Fou nomenat per l'arxiduc magistrat de la tercera Sala de la Reial Audiència, o Real Consejo.

### Guerra de Successió
Lluità en la defensa de la ciutat de Barcelona durant el Setge Borbònic de 1706. Vers el 8 d'abril de 1706 fou un dels destinats a donar providència i cuidar de les fortificacions, bateries, travesseres i altres temes relacionats amb la defensa de Barcelona. El 1709 fou destinat amb diferents comissions per Carles III a les fronteres d'Urgell, muntanyes de Tremp i Segarra. El 22 de maig de 1710 fou un dels comissionats amb credencials autoritzades del rei Carles III per tal d'animar els pobles de Ponent i capitanejar els sometents a fi de preparar la campanya militar de 1710.
Al famós manuscrit "anònim" (l'autor mostrava simpatia per la causa austriacista) molt crític amb Ramon Vilana Perlas i els membres de la Real Audiència de l'època, reconeix algunes persones d'integritat reconeguda, entre elles a Plàcid de Copons.(M. Veltran Morales: El desgovern durant el regnat de l'Arxiduc) 
El 1710 preparà les milícies de Vic. Va participar, en ser evacuada Catalunya pels aliats, a l'intent de suprimir la insurrecció dels borbònics a la ciutat de Vic. L'expedició fugí davant les tropes de Felip V.
El desembre de 1710 fou un dels Jutges del Reial Senat de Catalunya que la reina Isabel, davant les notícies que s'estava concentrant un exèrcit francès al Rosselló amb l'objectiu d'assetjar Girona, comissionà per tal per capitanejar les milícies i a animar els pobles. El 1711 el rei Carles III el destinà a convocar els sometents a les parts del Camp de Tarragona, Conca de Barberà i costa de mar de Ponent. El 1712, fou un dels Nobles i Jutges del Reial Senat nomenats per assistir a Milord Argyll en el trànsit de les tropes angleses des del camp de Cervera fins a les costes de Vilanova, Sitges i d'altres indrets. El 9 de juliol de 1713, es mostrà partidari de la Guerra a Ultrança.
Fou un dels consellers (Srs. Marquès del Poal, D. Plàcid de Copons i Josep Pascual) enviats per la Diputació al diputat militar de la Generalitat, Antoni Berenguer Novell, que junt amb el general Rafael Nebot comandaven l'exèrcit organitzat per tal d'aixecar la resistència del principat (agost-octubre 1713) i trencar el setge de Barcelona. L'expedició sumava 400 soldats a cavall i uns 250 fusellers que, embarcats a Barcelona, trencaren el bloqueig, i, arribats a Arenys de Mar, començaren un erràtic periple per tota la geografia catalana que obligà a les forces borbòniques a retreure part de les tropes del setge per tal de neutralitzar-los.

### Represaliat pels filipistes
Entre el 1714-1715. apareix a la llista de "Sujetos que más se demostraron en las conmociones de Cataluña a favor del Sr. Archiduque", en la que es determinava el producte líquid de les seves propietats confiscades.